# Финстерберген
Финстерберген (нем. Finsterbergen) — посёлок в Германии, в земле Тюрингия. Входит в состав района Гота. Подчиняется управлению Райнхардсбрун. Население 1420 чел. Занимает площадь 7,57 км².